# تئائتتوس
تئتیتوس (تولد:۴۱۷ قبل میلاد، مرگ:۳۶۹ قبل میلاد)، ریاضیدان کلاسیک یونانی، از اهالی آتن و احتمالاً فرزند اوفرونیوس بود. وی از شاگردان سقراط و تئودوروس و دوست افلاطون بود.افلاطون یکی از محاورات خود را به نام او نامید.

## کارها
- او سهمی اساسی در نظریه اعداد گنگ دارد.
- قضیه ۹ از کتاب دهم اقلیدس به او منسوب است.
- هفت وجهی و بیست وجهی منتظم را کشف نمود.
- نخستین کسی بود که درباره پنج حجم منتظم نوشته است.